# Dan Fitzgerald (cestista)
Daniel John Fitzgerald, detto Dan (St. Paul, 12 agosto 1984), è un ex cestista statunitense, professionista in Europa, Asia e Sudamerica.